# Estève Pelabon

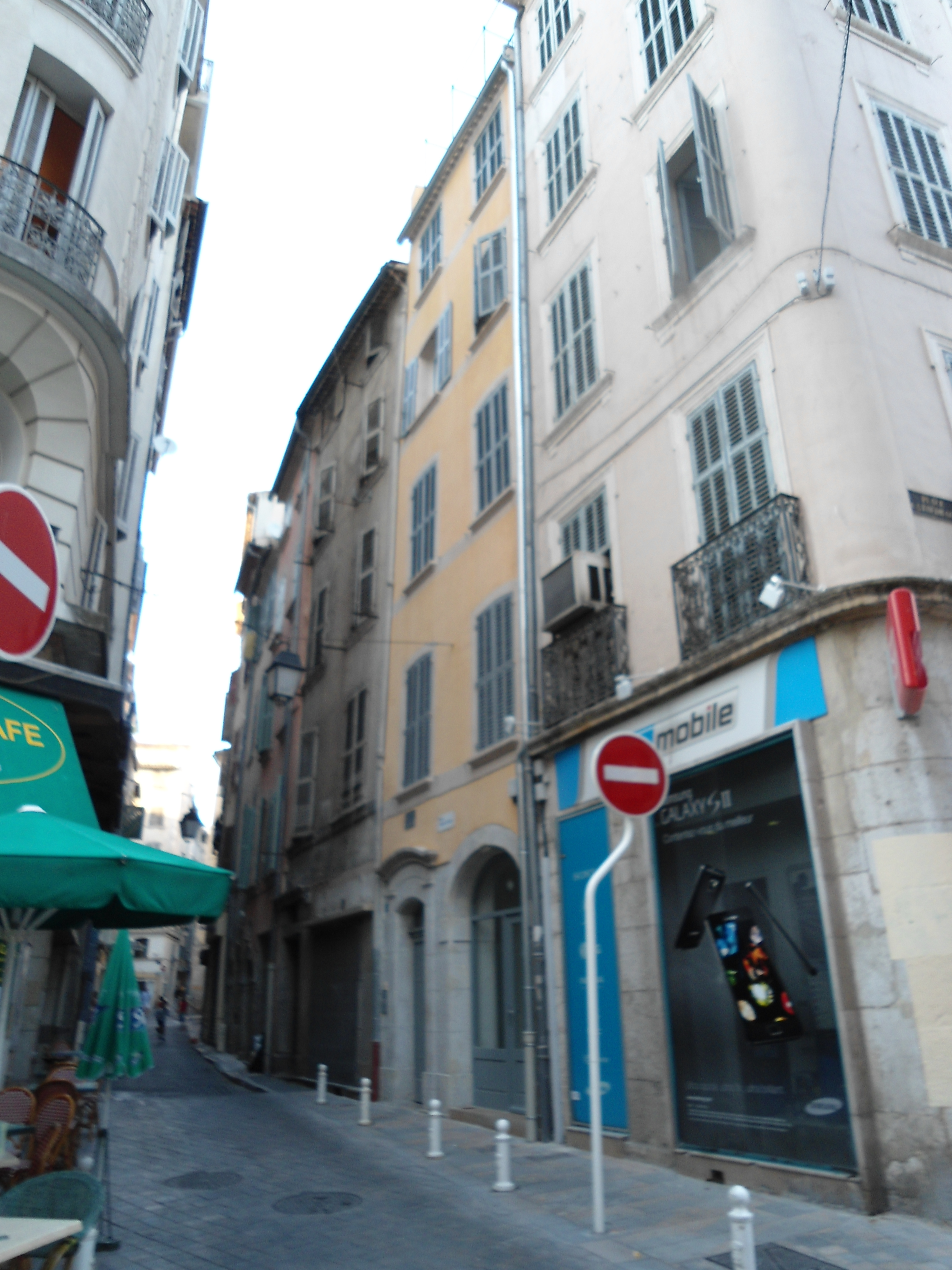
Casa natal de Pélabon, Toulon (tercer edificio después de la esquina a la derecha)

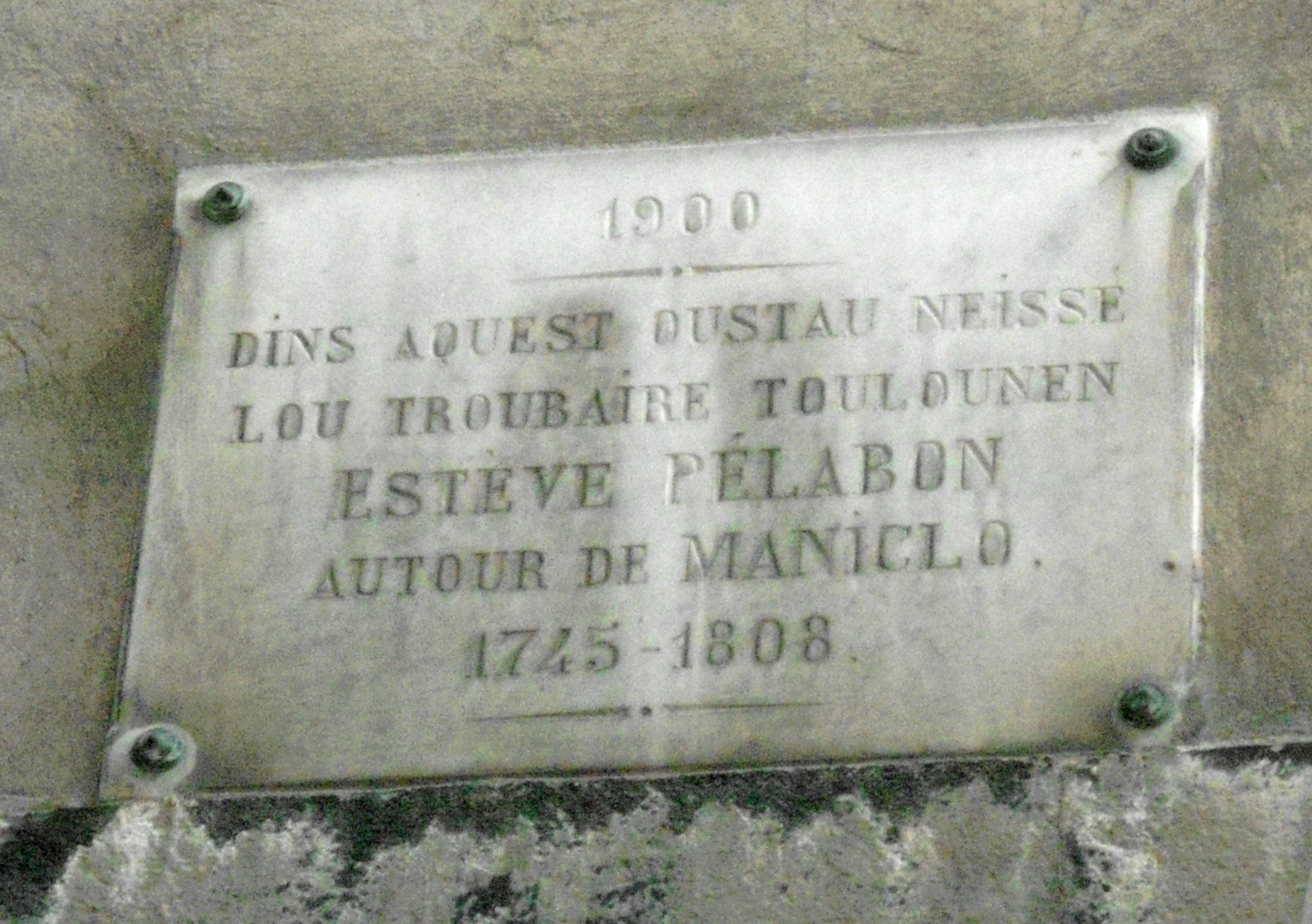
Placa recordatoria en provençal

Estève Pelabon (en francés :Étienne Pélabon ; Tolón, el 25 de enero de 1745 - Marsella ?, el 1 de noviembre de 1808) fue un escritor provenzal de lengua occitana que consiguió un gran éxito y una fama importante con su obra dramática Maniclo (Manicla según norma clásica).

## Biografía[1]
Estève Pelabon nació en Tolón ; empezó de maquinista en un teatro de esa misma ciudad donde se familiarizó con el repertorio y los recursos literarios de le expresión dramática. Luego ejerció la misma profesión en Marsella. Después del éxito de Maniclo Pélabon compuso otras obras de menor trascendencia como La réunion patriotique vo Minerve à Toulon (1790), Matiu e Ana (1792) y Lou sèns-culoto à Niço (la composición de esta última obra, que celebra la entrada de las huestes de la Conveción Nacional, fue motivada por la acusación de pro aristócrata que pesaba sobre Pelabon). El biógrafo Jan Monné señala que los manuscritos de Matiu e ana y de Lou sèns-culoto à Niço fueron legado por Pelabon a su hijo Louis-Etienne quién, aspirante de marina, los perdió en el hundimiento de su barco en Cádiz luego de la Batalla de Trafalgar.

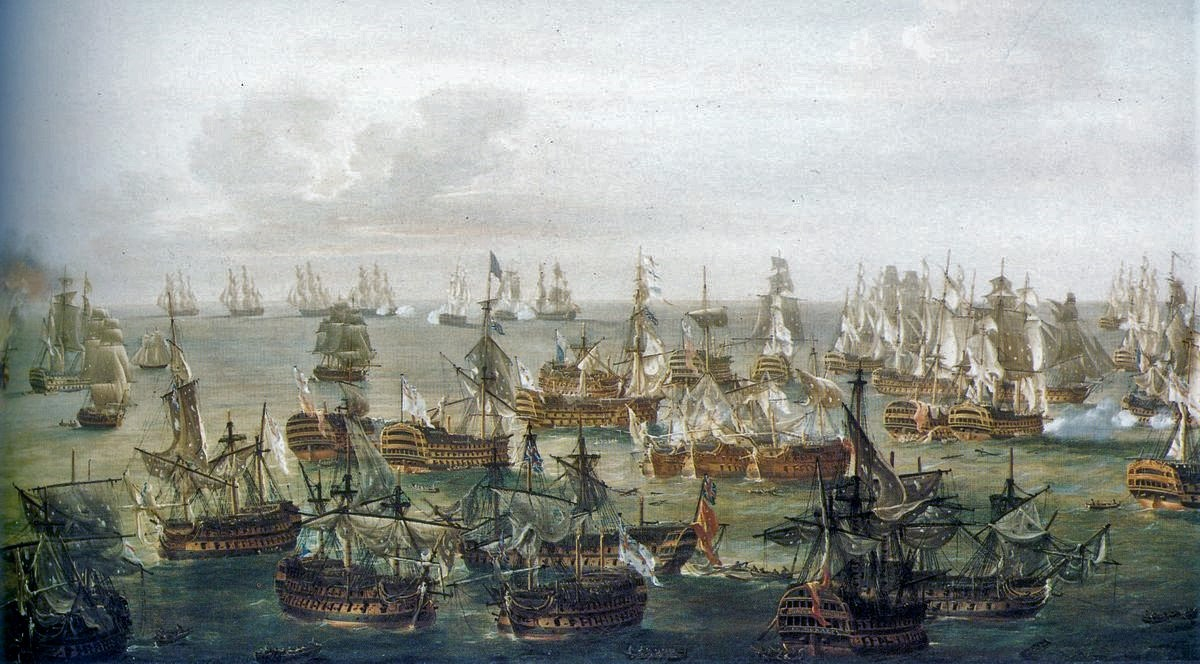
Batalla de Trafalgar donde se perdieron dos manuscritos de Pelabon

Según los críticos literarios occitanos Robert Lafont y René Merle, la edición de 1790 de Maniclo se vendió en unos 12 000 ejemplares, cifra monumental para la época.
La casa donde nació en Tolón lleva una placa recodatoria redactada en provenzal.

## Edición en línea
- Edición de 1821 (fac simile).
- Edición de 1901.